# نقص گالاکتوکیناز
نقص گالاکتوکیناز که گالاکتوزمی نوع دو نیز خوانده می‌شود، نوعی بیماری اتوزوم مغلوب است که در پی نبود کارکرد طبیعی آنزیم گالاکتوکیناز بروز می‌کند و منجر به تجمع گالاکتوز و گالاکتیتول در بدن می‌شود.

## علائم بالینی
- زمان تولد: طبیعی.
- دوران نوزادی و شیرخوارگی: آب مروارید و تومور کاذب مغزی.

## نقص آنزیمی
نقص در آنزیم گالاکتوکیناز. این آنزیم گالاکتوز را به گالاکتوز ۱-فسفات تبدیل می‌کند.

## توارث ژنتیکی
اتوزوم مغلوب.

## میزان بروز
نادر.

## روش تشخیص
- پلاسما: گالاکتوز بالا.
- خون: گالاکتوز ۱ فسفات پائین.
- ادرار: مواد احیاء کننده مثبت، گلوکز، گالاکتوزو گالاکتیتول بالا.
- بررسی آنزیم.

## درمان
حذف شیر و فراورده‌های آن از رژیم غذایی.

## آزمون تشخیص قبل از تولد
ندارد.